# Elecciones municipales de 2023 en Málaga
Las elecciones municipales de 2023 se celebraron en Málaga el domingo 28 de mayo, de acuerdo con el Real Decreto de convocatoria de elecciones locales en España dispuesto el 3 de abril de 2023 y publicado en el Boletín Oficial del Estado el 4 de abril. Se eligieron los 31 concejales del pleno del Ayuntamiento de Málaga, a través de un sistema proporcional (método d'Hondt), con listas cerradas y un umbral electoral del 5 %.

## Elección del alcalde
En la votación de investidura celebrada el 17 de junio de 2023 Francisco de la Torre, del Partido Popular, resultó elegido con mayoría absoluta, con los votos de los 17 concejales del PP, mientras que el resto de los grupos municipales votaron por sus propios líderes.
|  | 54.83 % |

|  | 32.25 % |

|  | 6.45 % |

|  | 6.45 % |

|  | 100 % |

|  | 100 % |